# Nowyj Zagan
Nowyj Zagan (ros. Новый Заган) – wieś w Rosji, w Buriacji, w rejonie muchorszybirskim. W 2010 liczyła 1553 mieszkańców.